# 제트에프서비스코리아
제트에프서비스코리아(영어: ZF Service Korea는 독일의 자동차 부품 제조 업체이다. ZF 변속기 대한민국 총판매 법인은 인천광역시 부평구에 있다.